# Mäeutik
Mäeutik ist die gängige Form des aus dem Altgriechischen stammenden metaphorischen Ausdrucks Maieutik (von μαιευτική [τέχνη] maieutikḗ [téchnē] „Hebammenkunst“). Das Wort bezeichnet ein auf den griechischen Philosophen Sokrates zurückgeführtes Vorgehen im Dialog. Sokrates, dessen Mutter eine maia („Hebamme“) war, soll seine Gesprächstechnik mit der Geburtshilfe verglichen haben. Gemeint ist, dass man einer Person zu einer Erkenntnis verhilft, indem man sie durch geeignete Fragen dazu veranlasst, den betreffenden Sachverhalt selbst herauszufinden. So wird die Einsicht mit Hilfe der Hebamme – des Lernhelfers – geboren, der Lernende ist in diesem Bild die Gebärende. Den Gegensatz dazu bildet Unterricht, in dem der Lehrer den Schülern den Stoff dozierend mitteilt.
Vom 18. Jahrhundert an wurde die Grundidee verschiedentlich aufgegriffen und in abgewandelter Form zum Ausgangspunkt für die Entwicklung neuer Konzepte der Vermittlung von Einsichten gemacht.

## Die Mäeutik des Sokrates

### Platons Darstellung
Sokrates’ Schüler Platon gibt in einer Reihe seiner literarisch gestalteten Dialoge Hinweise auf eine Kunst der Gesprächslenkung zur Förderung von Erkenntnis, die sein Lehrer praktiziert habe. Er lässt Sokrates in den Dialogen als Hauptsprecher auftreten und die mäeutische Vorgehensweise im Umgang mit einzelnen Problemen und Gesprächspartnern demonstrieren.
In neuzeitlicher Literatur zur Geschichte der Philosophie wird die auf Sokrates zurückgeführte Form des philosophischen Diskurses als „sokratische Methode“ und das Vermitteln philosophischer Einsicht auf diesem Weg als „Maieutik“ bezeichnet.
In Platons Dialog Theaitetos vergleicht Sokrates seine Vorgehensweise mit der Berufstätigkeit seiner Mutter, einer Hebamme. Er helfe den Seelen bei der Geburt ihrer Einsichten wie die Hebamme den Frauen bei der Geburt ihrer Kinder. Seinem Gesprächspartner, dem Mathematiker Theaitetos, der schon lange vergeblich nach der Definition von „Wissen“ sucht, erklärt Sokrates, er – Theaitetos – sei gleichsam „schwanger“ und leide unter Geburtsschmerzen. Nun werde Hebammenkunst benötigt, damit die Erkenntnis (die Antwort auf die Frage, was Wissen ist) hervorgebracht („geboren“) werden könne. So wie eine Hebamme, die selbst nicht mehr gebären kann, anderen bei der Entbindung beisteht, so verfahre er, Sokrates: Er gebäre selbst keine Weisheit, sondern stehe nur anderen beim Hervorbringen ihrer Erkenntnisse bei. Niemals belehre er seine Schüler, aber er ermögliche denen, die sich ernsthaft bemühten, schnelle Fortschritte. Mit der Geburtshilfe befähige er sie, in sich selbst viel Schönes zu entdecken und festzuhalten.
Die Geburtshilfe, die Sokrates leistet, besteht in seiner Technik des zielführenden Fragens.
Mit ihr bringt er seine Gesprächspartner dazu, vorhandene irrige Vorstellungen zu durchschauen und aufzugeben. Das führt oft dazu, dass sie in eine Ratlosigkeit (Aporie) geraten. Im weiteren Verlauf des Gesprächs kommen sie aber auf neue Gedanken. Diese werden wiederum mittels der Fragetechnik auf ihre Stimmigkeit überprüft. Schließlich gelingt es dem mäeutisch Befragten, entweder den tatsächlichen Sachverhalt selbst zu entdecken oder sich zumindest der Wahrheit anzunähern. Diese Hilfe beim Suchen und Finden von Erkenntnissen, wobei auf Belehrung konsequent verzichtet wird, erscheint in Platons Darstellung als spezifisch sokratische Alternative zur konventionellen Wissensvermittlung durch Weiterreichen und Einüben von Lehrstoff.
Die Hebammenkunst beschränkt sich nach Sokrates’ Darstellung im Theaitetos nicht darauf, dem Schüler zur Geburt seiner Lösungen philosophischer Probleme zu verhelfen. Manches, was von den Schülern geboren wird, ist missgestaltet, das heißt, die vermeintliche Problemlösung ist untauglich. Der erfahrene Geburtshelfer erkennt das und sorgt unnachsichtig dafür, dass das Unbrauchbare weggeworfen wird. Damit zieht sich Sokrates oft den Zorn der Schüler zu, da sie nicht verstehen, dass das nur zu ihrem Besten geschieht.
Im Gespräch mit Theaitetos verfolgt Sokrates die Analogie zwischen seiner Mäeutik und der Hebammentätigkeit weiter. Eine Hebamme kann erkennen, ob überhaupt eine Schwangerschaft vorliegt; sie kann die Wehen beschleunigen oder hinauszögern oder auch eine Abtreibung einleiten. Außerdem eignet sie sich hervorragend als Heiratsvermittlerin. Über solche Kompetenz verfügt auf analoge Weise auch der geistige Geburtshelfer Sokrates. Er vermittelt „Heiraten“, indem er Lernbegierige zu passenden Lehrern schickt, wenn er sieht, dass sie sich nicht für seine mäeutische Kunst eignen. Solche Entscheidungen trifft er aufgrund seiner Fähigkeit einzuschätzen, welche Seelen in der Lage sind, wertvolle Erkenntnisse hervorzubringen, und welche nicht wirklich schwanger sind oder nur Untaugliches gebären können. Nach dieser Einschätzung wählt er die aus, denen er Geburtshilfe leistet; die anderen schickt er weg.
Sokrates weist im Theaitetos darauf hin, dass Hebammen selbst Mütter seien und daher eigene Erfahrungen mit dem Geburtsvorgang hätten, was für ihren Beruf auch notwendig sei. Er hingegen sei zeit seines Lebens unfruchtbar gewesen, ihm sei das Gebären von Erkenntnissen nicht vergönnt gewesen. Dennoch könne er als Hebamme fungieren und anderen zu ihren Geburten verhelfen. Dies ist das in der Forschung oft diskutierte Paradox des sokratischen Nichtwissens: Sokrates stellt seine eigene Unwissenheit fest und erhebt zugleich den Anspruch, anderen bei der Erkenntnissuche helfen zu können. Die wahrscheinlichste Erklärung dafür ist, dass Sokrates, wenn er von seiner eigenen Unfruchtbarkeit und Unwissenheit spricht, an ein unumstößliches Wissen im Sinne einer auf zwingender Beweisführung basierenden Wahrheitskenntnis denkt. Für ihn wäre nur ein solches Wissen, über das er nicht verfügt, befriedigend, doch hat er es nicht gebären können, und er kennt auch niemand, der es besitzt. Mit den Geburten, zu denen er anderen verhilft, meint er nur Ergebnisse, die er zwar für gut begründet und richtig hält, deren Richtigkeit er aber nicht beweisen kann. Diese Ergebnisse sind zwar wertvoll, stellen aber kein Wissen im strengen Sinn dar.

### Die Frage der historischen Realität
Aus altertumswissenschaftlicher Sicht erscheint fast alles, was über die „sokratische Methode“ und die Mäeutik überliefert ist, als problematisch und ist umstritten. Da Sokrates keine Schriften hinterlassen hat, ist die Mäeutik nur aus Platons Angaben und einer mutmaßlichen Anspielung bei Aristophanes bekannt. Die Frage nach dem Verhältnis zwischen dem literarisch geschilderten „platonischen“ (in Platons Dialogen auftretenden) Sokrates und Sokrates als historischer Persönlichkeit gehört zu den schwierigsten Problemen der antiken Philosophiegeschichte. Nur wenn man Platon eine einigermaßen wirklichkeitsnahe Darstellung zutraut, kann ein Begriff wie „sokratische Methode“ – bezogen auf den historischen Sokrates – sinnvoll sein. Skeptische Forscher beschränken sich auf die Feststellung, dass Platon als Schriftsteller seinem Lehrer, den er als Meister des Dialogs ins beste Licht rückt, eine bestimmte überlegene Art der Gesprächsführung zuschreibt.
Umstritten ist nicht nur die Existenz einer „Methode“ des historischen Sokrates, sondern auch die Frage, ob der historische Sokrates seine Dialogpraxis als Hebammenkunst aufgefasst und bezeichnet hat oder der Vergleich mit der Geburtshilfe ein Einfall Platons war. Einige Indizien deuten darauf, dass der historische Sokrates tatsächlich seine Hilfestellung beim philosophischen Nachforschen mit der Tätigkeit einer Hebamme verglichen und in dieser Metapher sein Verständnis von Erkenntnisvermittlung zusammengefasst hat. Allerdings gibt es auch gewichtige Gegenargumente. Für die Historizität spricht insbesondere der Umstand, dass der Komödiendichter Aristophanes, ein Zeitgenosse des Sokrates, anscheinend in seiner Komödie „Die Wolken“ auf die Geburtshilfe-Metapher anspielt. Aristophanes lässt einen Schüler des Sokrates, der beim Nachdenken unterbrochen wird, dem Störer vorwerfen, die Unterbrechung habe die Fehlgeburt einer Erkenntnis ausgelöst. Ein Problem besteht allerdings darin, dass der platonische Sokrates im Theaitetos feststellt, die Mäeutik sei damals – in seinem Todesjahr 399 v. Chr. – in der Öffentlichkeit noch unbekannt gewesen. Wenn das historisch zutrifft, ergibt eine Anspielung in der schon 423 v. Chr. aufgeführten Komödie keinen Sinn.

## Neuzeitliche Rezeption

### Philosophie
Im 16. Jahrhundert befasste sich Michel de Montaigne mit der Vorgehensweise des platonischen Sokrates, schrieb ihm aber keine eigene mäeutische Methode zu. Erst im 18. Jahrhundert wurde der Gedanke der Hebammenkunst wiederentdeckt und erlangte große Beliebtheit. Sokratisches Philosophieren („Sokratik“) wurde nun in weiten Kreisen mit Mäeutik gleichgesetzt.
Der dänische Philosoph Søren Kierkegaard (1813–1855) schätzte Sokrates sehr und setzte sich intensiv mit der Mäeutik auseinander. Er betrachtete den angemessenen Umgang mit dem Thema Liebe und das richtige Verhalten in der christlichen Liebespraxis als mäeutisch. In seiner Schrift Werke der Liebe beschrieb er sein Konzept einer indirekten Vorgehensweise in der Kommunikation über das Thema Liebe und einer absoluten Selbstlosigkeit bei der Ausführung von Werken der Liebe. Er meinte, es seien Werke Gottes; der liebende Mensch solle sich bewusst sein, dass ihm nur eine mäeutische Rolle zukomme, und solle sich entsprechend verhalten.
Der Göttinger Philosoph Leonard Nelson (1882–1927) entwickelte Grundsätze einer gemeinsamen philosophischen Erkenntnisbemühung, die er als sokratisches Gespräch bezeichnete. Anfangs war das sokratische Gespräch nur für den Philosophieunterricht an den Universitäten gedacht. Nelson charakterisierte es als die Kunst, nicht Philosophie, sondern Philosophieren zu lehren, nicht über Philosophen zu unterrichten, sondern Schüler zu Philosophen zu machen. 1922 hielt er den Vortrag Die sokratische Methode, in dem er sein Dialogverständnis darstellte. Dieser Vortrag wurde erst 1929 posthum veröffentlicht. An die Vorgehensweise des Sokrates anknüpfend vertrat Nelson die Auffassung, der Einfluss von Urteilen des Lehrers (Gesprächsleiters) auf den Schüler müsse unbedingt ausgeschaltet werden, damit der Schüler unbefangen zu einem eigenen Urteil gelangen könne. Nelsons Schüler Gustav Heckmann (1898–1996) setzte die Entwicklung der Methode fort. Das sokratische Gespräch nach Nelson und Heckmann wird weiterhin praktiziert, vor allem in der Erwachsenenbildung. Dazu gehört auch die Mäeutik. Ein wesentlicher Unterschied zur Mäeutik des Sokrates besteht jedoch darin, dass bei Nelson nicht Dialoge stattfinden, in denen jeweils eine Person einer anderen Hilfe leistet, sondern ein Gruppengespräch. Dabei spricht der Gesprächsleiter nicht selbst zur Sache, sondern übernimmt nur die Hebammenrolle.
Auch in einer neueren, fortentwickelten Variante des sokratischen Gesprächs in der Tradition von Nelson und Heckmann fällt die Hebammenrolle gewöhnlich dem Gesprächsleiter zu, doch ist es in der heutigen Praxis grundsätzlich möglich, dass jeder hinreichend erfahrene Gesprächsteilnehmer diese Rolle für einen anderen übernimmt. Eine Aufhebung der Rollen-Asymmetrie wird angestrebt.
Der Poststrukturalist Roland Barthes wendet sich im Rahmen seiner Kritik am Logozentrismus auch gegen die sokratische Mäeutik; er sieht in der Vorgehensweise des Sokrates das Bestreben, „den anderen zur äußersten Schande zu treiben: sich zu widersprechen“.

### Didaktik
Die sokratische Gesprächsführung wurde im 18. Jahrhundert (ab 1735) zum Vorbild einer Unterrichtsmethode, die Erotematik („Fragekunst“) genannt wurde. Die Erotematik wurde in der Religionspädagogik eingesetzt und beherrschte bis ins frühe 19. Jahrhundert im deutschen Sprachraum die Katechetik beider Konfessionen. Vor allem im evangelischen Raum hatte sie viele Anhänger, die eifrig für sie eintraten. Ein führender Vertreter dieser Richtung war der evangelische Theologe Johann Friedrich Christoph Gräffe, der die einflussreiche Schrift Die Sokratik nach ihrer ursprünglichen Beschaffenheit in katechetischer Rücksicht betrachtet veröffentlichte. Auch die aufklärerisch gesinnten evangelischen Theologen Karl Friedrich Bahrdt, Johann Lorenz Mosheim, Gustav Friedrich Dinter und Johann Georg Sulzer setzten sich für die Mäeutik ein. In zahlreichen Abhandlungen wurde sie propagiert. Auf katholischer Seite waren Franz Michael Vierthaler und Bernhard Galura namhafte Vertreter der Mäeutik. Man glaubte, die im Religionsunterricht vermittelten Glaubenssätze seien im Sinne einer natürlichen Theologie im Menschen angelegt und könnten ihm durch geschicktes Fragen entlockt werden. Auch Johann Georg Hamann knüpfte in seinen Ausführungen, mit denen er zum Christentum hinführen wollte, an die sokratische Hebammenkunst an.
Auch außerhalb theologischer Kreise fand die Mäeutik im Zeitalter der Aufklärung viel Anklang, unter anderem bei Moses Mendelssohn, Lessing und Wieland sowie bei dem Pädagogen Ernst Christian Trapp. Immanuel Kant empfahl für die Didaktik der Ethik die „dialogische Lehrart“. Sie besteht nach seiner Beschreibung darin, dass der Lehrer das, was er seine Jünger lehren will, ihnen abfrägt, wobei er sich an die Vernunft der Schüler wendet. Das kann nach Kants Auffassung nur dialogisch geschehen, indem Lehrer und Schüler einander wechselseitig fragen und antworten. Der Lehrer leitet durch Fragen den Gedankengang des Schülers, indem er die Anlage zu gewissen Begriffen in demselben durch vorgelegte Fälle blos entwickelt (er ist die Hebamme seiner Gedanken). Der Schüler hilft seinerseits durch seine Gegenfragen dem Lehrer, die Fragetechnik zu verbessern.
Nicht nur theologischen und philosophischen Stoff vermittelte man auf „sokratische“ Weise; auch mathematische und gesellschaftliche Fragen wurden nun in „sokratischen Gesprächen“ behandelt. In der zweiten Hälfte des 18. Jahrhunderts wurde das Wort „Maieutik“ als deutsches Fremdwort geprägt.
Ein wesentlicher Unterschied zwischen der Fragekunst des platonischen Sokrates und der pädagogischen Mäeutik des 18. und 19. Jahrhunderts besteht darin, dass die negative Vorgehensweise des Sokrates in ihr Gegenteil verkehrt wurde. Sokrates ließ seine Gesprächspartner ihre Ansichten vortragen und widerlegte sie dann. Die neuzeitlichen Pädagogen hingegen versuchten dem Schüler positive Aussagen zu entlocken, die dem entsprachen, was sie selbst für wahr hielten.
Ein Kritiker der Mäeutik im Religionsunterricht war Johann Heinrich Pestalozzi. Er hielt die Vermischung von Sokratik und Katechese für abwegig. Außerdem sei das „Sokratisieren“ für Kinder unmöglich, da ihnen die nötigen Vorkenntnisse fehlten. Man habe sich zu Unrecht Wunder davon erträumt. Auch Johann Gottlieb Schummel beurteilte die verbreitete Begeisterung der Pädagogen für die Mäeutik skeptisch. In seinem satirischen Roman Spitzbart (1779) machte er sich darüber lustig.
1845 veröffentlichte der Mathematiker Karl Weierstraß einen Aufsatz Über die Sokratische Lehrmethode und deren Anwendbarkeit beim Schulunterrichte. Er meinte, die Methode sei an und für sich hervorragend, aber in der Schule nur beschränkt einsetzbar. Für naturwissenschaftliche Fächer sei sie ungeeignet, für den größten Teil des Gymnasialunterrichts komme sie nicht in Betracht. Ihr Anwendungsbereich seien die philosophischen Wissenschaften, die reine Mathematik und die Theorie der allgemeinen Gesetze der Sprache. Sie verhelfe dem Schüler zu Erkenntnissen, deren Quelle unmittelbar in den Anlagen der menschlichen Natur sei.
Die häufig praktizierte fragend-entwickelnde Unterrichtsmethode wird von ihren Vertretern als Weiterentwicklung der Mäeutik des Sokrates betrachtet. In der neueren Didaktik wird sie wegen der starken Steuerung der Lernprozesse durch die Lehrperson, die zu wenig Eigeninitiative der Lernenden zulasse, kritisch beurteilt. Als Weiterentwicklung der sokratischen Mäeutik kann auch die Methode des entdeckenden Lernens angesehen werden: Die Lehrperson holt das Kind in seinem Erlebnis- und Erfahrungshorizont ab und fördert es durch entsprechende Impulse und Fragestellungen zu eigenen Erkenntnissen und selbstbestimmtem Handeln.
Der Publizist Stefan Lindl hat eine „repräsentationsanalytische Maieutik“ entwickelt, die verborgene Fähigkeiten und Kompetenzen im Gespräch ans Licht bringen soll.

### Verhaltenstherapie
In der Kognitiven Verhaltenstherapie (KVT) und der Rational-Emotiven Verhaltenstherapie (REVT) wird eine Technik angewendet, die an die sokratische Vorgehensweise anknüpft. Es wird dabei davon ausgegangen, dass irrationale Grundannahmen des Klienten Ursache seiner psychischen Störung sein können. Mit Hilfe der Gesprächstechnik („sokratischer Dialog“) versucht der Therapeut, diese Grundannahmen zu identifizieren und schrittweise zu verändern.

### Pflege
In der Gesundheits- und Krankenpflege versteht man unter Mäeutik die „erlebensorientierte Pflege“, die auf einem Konzept basiert, das aus dem niederländischen Instituut voor Maieutische Ontwikkeling in de Zorgpraktijk (IMOZ) stammt. Die Pflege-Mäeutik wurde in den 1990er Jahren in den Niederlanden von Cora van der Kooij besonders zur Betreuung von Menschen mit Demenzerkrankungen entwickelt. Sie hat zum Ziel, das intuitive pflegerische Handeln mit Begriffen und einer integrierenden Theorie zu untermauern. Angestrebt wird dabei das Bewusstmachen des intuitiven Wissen oder auch von Erfahrungen. Zur Anwendung dieses Konzeptes bedarf es einer besonderen Schulung des Personals, das in Pflegeheimen und Hospizen sowie in Einrichtungen zur Betreuung von geistig Behinderten und Dementen arbeitet. 
Die Pflegemäeutik geht davon aus, dass es zwei Erlebenswelten gibt: die der Bewohner und die der Betreuer. Die gefühlsmäßige Interaktion zwischen Betreuern und Bewohnern soll verstanden und auf wünschenswerte Weise beeinflusst werden. Cora van der Kooij bezieht sich auf den Gedanken der „Geburtshilfe“ des platonischen Sokrates. Sie will „Geburtshilfe“ für die Bewusstwerdung des Pflegepersonals leisten. In Kursen soll den Pflegekräften die Fähigkeit vermittelt werden, die Belastungen ihres beruflichen Alltags besser zu bewältigen.

### Antike Mäeutik
- Michael Erler: Maieutik. In: Christian Schäfer (Hrsg.): Platon-Lexikon. Wissenschaftliche Buchgesellschaft, Darmstadt 2007, ISBN 978-3-534-17434-8, S. 193–194
- Michael Landmann: Elenktik und Maieutik. Drei Abhandlungen zur antiken Psychologie. Bouvier, Bonn 1950
- Roland Mugerauer: Sokratische Pädagogik. Ein Beitrag zur Frage nach dem Proprium des platonisch-sokratischen Dialoges. 2., verbesserte Auflage, Tectum, Marburg 2011, ISBN 978-3-8288-2752-3.
- François Renaud: Maieutik A, B.I., B.II. In: Gert Ueding (Hrsg.): Historisches Wörterbuch der Rhetorik, Band 5, Max Niemeyer Verlag, Tübingen 2001, ISBN 3-484-68105-5, Sp. 727–733

### Neuzeitliche Philosophie und Didaktik
- Dieter Birnbacher, Dieter Krohn: Das sokratische Gespräch. Reclam, Stuttgart 2002, ISBN 3-15-018230-1.
- Patrick Bühler: Negative Pädagogik. Sokrates und die Geschichte des Lernens. Schöningh, Paderborn 2012, ISBN 978-3-506-77213-8 (mit umfangreicher Bibliographie).
- Michael Hanke: Der maieutische Dialog. Kommunikationswissenschaftliche Untersuchungen zur Struktur und Anwendbarkeit eines Modells. Rader, Aachen 1986, ISBN 3-922868-26-6.
- Gustav Heckmann: Das sokratische Gespräch. Mit aktualisiertem Vorwort von Dieter Krohn. 3. Auflage, Lit, Berlin 2018, ISBN 978-3-643-13437-0.
- Detlef Horster: Das Sokratische Gespräch in Theorie und Praxis. Leske & Budrich, Opladen 1994, ISBN 3-8100-1152-5.
- Basileios Konidisiotis: Maieutische Elemente in der neueren Pädagogik. Eine Untersuchung zu Paul Natorp, Georg Kerschensteiner, Hugo Gaudig, Eduard Spranger und Friedrich Copei. Diss. phil. masch. Tübingen 1960.
- Gisela Raupach-Strey: Sokratische Didaktik. Die didaktische Bedeutung der Sokratischen Methode in der Tradition von Leonard Nelson und Gustav Heckmann. Lit, Münster 2002, ISBN 3-8258-6322-0, S. 53–57 (Kapitel Die Maieutik).
- Klaus-Rüdiger Wöhrmann: Über einen strukturellen Unterschied zwischen der Mäeutik des Sokrates und dem Sokratischen Gespräch nach Leonard Nelson. In: Detlef Horster, Dieter Krohn (Hrsg.): Vernunft, Ethik, Politik. Gustav Heckmann zum 85. Geburtstag. SOAK, Hannover 1983, S. 289–300.

### Therapie
- Harlich H. Stavemann: Sokratische Gesprächsführung in Therapie und Beratung. 3., überarbeitete Auflage, Beltz, Weinheim 2015, ISBN 978-3-621-27929-1.

### Pflege
- Christina Hallwirth-Spörk, Andreas Heller, Karin Weiler (Hrsg.): Hospizkultur und Mäeutik. Offen sein für Leben und Sterben. Lambertus-Verlag, Freiburg 2008, ISBN 978-3-7841-1879-6.
- Ulrich Schindler (Hrsg.): Die Pflege demenziell Erkrankter neu erleben. Mäeutik im Pflegealltag. Vincentz, Hannover 2003, ISBN 3-87870-300-7.